# Jozef Slagveer
Jozef Hubert Maria Slagveer (Totness, 25 januari 1940 – Paramaribo, 8 december 1982) was een Surinaams journalist en schrijver. Hij was een van de vijftien tegenstanders van het regime-Bouterse die tijdens de Decembermoorden werden omgebracht.

## Leven
Slagveer werd geboren te Totness (Coronie) in een rooms-Katholiek gezin. Zijn vader wilde dat hij schrijver werd; zijn moeder hoopte op een loopbaan in het klooster. Slagveer volgde de Sint Antonius-school te Mary's Hope en de Algemene Middelbare School (AMS) te Paramaribo. Vervolgens vertrok Slagveer naar Nederland waar hij journalistiek studeerde aan de Vrije Universiteit te Amsterdam. In 1967 keerde hij naar Suriname terug.

## Journalistiek werk

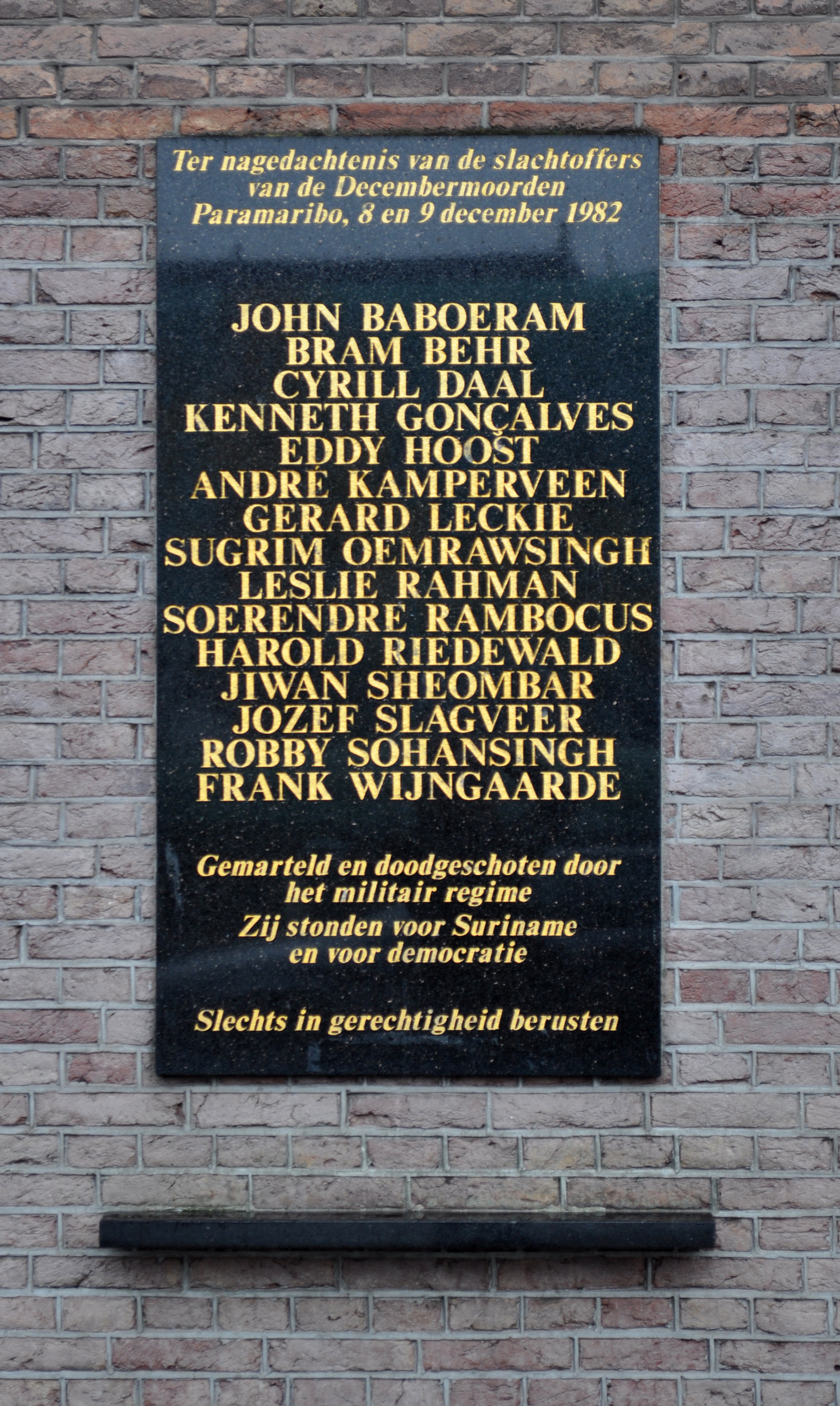
Herdenkingsplaquette in Amsterdam met de namen van de slachtoffers van de Decembermoorden

Slagveer werkte aanvankelijk op de afdeling Voorlichting van het ministerie van onderwijs, maar begon in 1971 samen met Rudi Kross een eigen persbureau, Informa geheten, dat een dagelijks bulletin en een weekblad (Actueel) uitgaf. Hij bracht enkele opzienbarende zaken aan het licht, bijvoorbeeld met Het dossier Soemita (1977) en Moord in Saramacca (1980). Voorts verzorgde hij een wekelijks radioprogramma. Hij was voorstander van de onafhankelijkheid van Suriname en wilde samen met Rudi Kross de NPS omvormen tot een socialistische beweging. Ook schreven zij samen een brochure over financieel wanbeleid bij de SLM. Slagveer viel in 1975 in ongenade bij de regering-Arron.
Na de onafhankelijkheid werd Slagveer spreekbuis van de ontevreden sergeants van het Nationale Leger van Suriname. Nadat zij op 25 februari 1980 een staatsgreep hadden gepleegd, de zogeheten Sergeantencoup, werd hij aangesteld tot hun woordvoerder en propageerde hij hun bewind. Legerleider Bouterse zocht vanaf eind 1980 via Slagveer toenadering tot de leiders van de oude politieke partijen, onder wie Jaggernath Lachmon. Slagveer was enige tijd presentator van een televisieprogramma waarin het Militair Gezag van Suriname staaltjes van met lichamelijk geweld gepaard gaande 'heropvoeding' vertoonde.

## Decembermoorden
Gaandeweg begon Slagveer het regime te bekritiseren. Waarschijnlijk wegens die kritiek werd hij in de nacht van 7 op 8 december 1982 opgepakt. Hij zou die nacht door Roy Horb zijn mishandeld om een bekentenis af te dwingen. Slagveer legde op 8 december een verklaring af, die door de Surinaamse televisie werd uitgezonden. Hij was zichtbaar mishandeld en vertelde dat hij met advocaten, docenten, journalisten en vakbondsleiders een staatsgreep had beraamd. Diezelfde avond werd hij op 42-jarige leeftijd te Fort Zeelandia vermoord; volgens een getuige door Desi Bouterse persoonlijk.
Slagveer werd begraven op de rooms-Katholieke begraafplaats aan de Schietbaanweg te Paramaribo. Op 10 december 2002 werd zijn graf geopend in het kader van een onderzoek naar de toedracht van de Decembermoorden.

## Literair werk
Slagveer debuteerde in 1959 in de Dichtershoek van het Nederlandse Algemeen Handelsblad. Zijn proza en poëzie in het Sranan en Nederlands zijn traditioneel vormgebonden en fel nationalistisch geëngageerd. Zijn beste werk
zijn enkele verzen over zijn geboortedistrict Coronie. Bundels: Kosoe dron (Coroniaans geluid, 1967), Sibiboesi (Slagregen, 1967), Kankantri (1968) en Tigri fadon oen wiki (De tijger is gevallen wij zijn ontwaakt, 1969). Novelle: De verpletterde droom (1968) over de ellende rond de krotwoningen op de erven. Hij schreef ook voor toneel en cabaret, onder andere de solo-eenakter Joesoe Nakgwe (1969). Slagveer was redactielid van het tijdschrift Moetete (1968). Na 1980 schreef hij de korte roman Een vrouw zoals ik (1981) en de documentaire De nacht van de revolutie (1980).

## Trivia
Slagveer komt voor als personage in De tranen van Den Uyl (1988), een toneelstuk van Hugo Pos over een fictieve ontmoeting tussen Slagveer en Joop den Uyl.

## Over Jozef Slagveer
- Michiel van Kempen, Een geschiedenis van de Surinaamse literatuur. Breda: De Geus, 2003, deel II, pp. 822-825.